# Nuova Destra
Con l'espressione Nuova Destra (Nouvelle droite) si indica un movimento che, a partire dagli anni 1970, ricercò una nuova identità conservatrice, particolarmente a partire dalla critica del 'collettivismo' postbellico.  Si tratta di un movimento non omogeneo, diviso in varie scuole di pensiero, fra le quali quella che fa riferimento ad Alain de Benoist, alle cui idee, a partire dall'estate 1979, fu  fatto parzialmente riferimento in Italia anche da un'omonima corrente, centrata intorno alla rivista Diorama letterario, diretta dal politologo Marco Tarchi.

## Origini della Nouvelle Droite
Nel 1968 Alain de Benoist fonda il "Gruppo di Ricerca e di Studi per la Civiltà Europea", conosciuto come GRECE. Intorno al GRECE e alla successiva rivista Nouvelle Ecole si forma quel movimento culturale denominato Nouvelle Droite del quale De Benoist è stato animatore insieme a Guillaume Faye, Pierre Vial, Jean-Claude Valla, Giorgio Locchi, Dominique Venner. Ha coniugato i temi tipici della destra con l'ecologismo (la preservazione dell'ambiente come tradizione), il regionalismo (a tutela delle identità culturali dei vari popoli autoctoni), il socialismo (difesa delle fasce deboli ed interclassismo), il federalismo (contrapposto al centralismo tipico della destra) e il comunitarismo (in sostituzione all'individualismo).

## La Nuova Destra in Italia
Alle origini dell'eco italiana delle idee del movimento francese può essere considerato un articolo di Stenio Solinas, apparso sul quotidiano Roma di Napoli, il 21 giugno 1977.
Nell'occasione Solinas propone il ritratto del nuovo militante di destra: «Il ritratto di una gioventù decisamente rivoluzionaria, che si trova a disagio con il binomio ordine-legalità; che ce l'ha più con il sistema che con il comunismo; che sogna un repulisti generale, ma che sa, alla fin fine, che tutte le rivoluzioni vengono tradite [...] È gente che per maestri si è scelta Codreanu ed Evola, gli antichi codici d'onore ed il gusto dell'intransigenza; che stima Drieu La Rochelle perché con il suo suicidio onorò una firma, e Pound perché con il suo silenzio disprezzò il mondo». Ecco perché, continua Solinas, «nel rifiuto di un'epoca e di una mentalità, di un regime e di un sistema, sono molto più vicini alla frange dell'estremismo indiano di quanto non pensino: negli altri c'è lo stesso senso di impotenza, lo stesso clima di emarginazione, la stessa consapevolezza della ghettizzazione [...] Il mondo giovanile è una polveriera e gli artificieri possono arrivare da qualsiasi parte».
Il movimento, sin alla fine degli anni settanta, prese iniziative volte inizialmente a svecchiare la cultura della destra radicale (Tarchi era dirigente fino al 1981 al Movimento Sociale Italiano ed è tra i primi a promuovere l'uso di tale termine, simmetrico a quello di sinistra radicale, rispetto alla definizione allora comune di "estrema destra"), per poi abbandonare definitivamente il neo-fascismo, e ricercare nuove sintesi culturali che potessero oltrepassare i confini del concetto di destra politica in generale. 
La relativa esperienza è stata dichiarata ufficialmente conclusa da Marco Tarchi nel 1994, dopo quasi vent'anni di esistenza in cui ha animato alcuni incontri e pubblicazioni.

### Pubblicazioni
La Nuova Destra italiana, sull'esempio francese, diede vita ad una serie di pubblicazioni, tra le quali spicca Elementi (evidente riferimento alla rivista francese del GRECE Éléments).
Il giornale, nato nel 1978, era diretto da Stenio Solinas, ma nel comitato di redazione figurano, oltre agli animatori della Nuova Destra, un po' tutti gli intellettuali storici dell'ambiente: Giuseppe Del Ninno, (Giornalista, scrittore, metapolitico) Gennaro Malgieri, Enrico Nistri, Marco Tarchi, Carlo Terracciano, Piero Visani. Caporedattore è Maurizio Cabona. Collaboratori: Carlo Fabrizio Carli, Claudio Finzi, Giorgio Locchi, Franco Cardini, Sigfrido Bartolini, Enzo Erra, Gianfranco De Turris, Alain de Benoist, Pierre Routhier, Guillaume Faye e Michel Marmin.
Nell'estate del 1979 Elementi chiuderà i battenti, per ricomparire una prima volta nel 1982 e poi di nuovo nel 1990, con qualche cambiamento. Scompaiono Malgieri, ancora legato ad ambienti missini, Nistri e Terracciano, quest'ultimo rimasto vicino a Freda e successivamente avvicinatosi al gruppo delle Edizioni Barbarossa, e subentra la generazione della Nuova Destra: Raffaello Belcaro, Monica Centanni, Umberto Croppi, Peppe Nanni, Cristiana Paternò, Nicolò Zanon.
La Nuova Destra rifiuta il nazionalismo estremo e lo sciovinismo, sostenendo invece il federalismo europeo.
Netta è la distanza anche rispetto alla destra filostatunitense, accusata di imperialismo culturale, militare ed economico. Alcuni esponenti si dissociarono in seguito da tale presa di posizione, primo fra tutti Guillaume Faye, che negli anni divenne progressivamente occidentalista e antislamico.
Agli inizi degli anni ottanta, rotti definitivamente i legami con l'MSI, Tarchi organizzò un serrato confronto dialettico con esponenti del mondo culturale, accademico e giornalistico esterno al panorama tradizionale della destra: Tarchi si confrontò spesso, ad esempio, con pensatori di sinistra come Giampiero Mughini e Massimo Cacciari e con il giornalista Massimo Fini in dibattiti organizzati da circoli neodestristi. I neodestristi fautori del pensiero della "rivoluzione conservatrice" ebbero anche dialoghi e collaborazioni incrociate in sede di pubblicazione con esponenti più eterodossi della sinistra quali il comunitarista Costanzo Preve e lo storico anticapitalista Giorgio Galli.
La Nuova Destra si occupa principalmente di ambientalismo, identità, comunitarismo, anti-imperialismo, paganesimo, rifacendosi ad alcune delle elaborazioni filosofiche di Alain de Benoist, fondatore del Groupement de Recherche et d'Études pour la Civilisation Européenne (GRECE).
Da annotare anche il mensile "Diorama letterario", e il giornaletto satirico La voce della fogna. Per un articolo ironico della classe dirigente del MSI su questa rivista, Tarchi fu espulso dal partito.